# 楊智
楊 智（ヤン・ジー) は、中国広東省出身の元プロサッカー選手。サッカー指導者。ポジションはゴールキーパー。元中国代表。

## 経歴

### 深圳市足球倶楽部
2003年に深圳市足球倶楽部ユースからトップチームに加入。加入1年目ながら26試合に出場し主力へ定着。次のシーズンも22試合に出場し、チームに貢献。

### 北京国安
2005年、移籍金80万元で北京国安へ移籍。加入1年目から21試合に出場し主力として活躍。
2012年、シーズン前に全治約6ヶ月の大怪我を負いシーズンの半分を棒に振ったものの、復帰後はコンディションを落とすことなく正GKとして活躍。
2016年からは引退した徐雲龍に代わりキャプテンを務めた。
2018年2月、ポルトガルでのキャンプ中に左前十字靭帯断裂、9月にトレーニングに復帰したが公式戦出場はなかった。
2019年も公式戦出場はなく、夏には手術のためトップチームの登録から外れる。
同年末、契約満了により退団した。
2020年8月3日、8ヶ月間の無所属期間を経て、北京テレビの番組『足球100分』のインタビューで現役引退を表明した。

### 引退後
2023年1月、U-20中国代表のGKコーチに就任。
2024年7月、青島西海岸足球倶楽部のGKコーチに就任。
代表
2002年に王宝山率いるU19代表に選出。2006年8月10日、親善試合のタイ戦でA代表デビュー。
2009年高洪波が代表監督就任後、代表の正GKを務め、2010年東アジア選手権では優勝に貢献し最優秀GKに選出された。

## 指導歴
- 2023年⠀- 2024年⠀ U-20中国代表 GKコーチ
- 2024年 -  青島西海岸足球倶楽部 GKコーチ

## タイトル
中国代表
- EAFF E-1サッカー選手権 :2010

北京国安
- 中国サッカー・スーパーリーグ : 2009
- 中国FAカップ : 2018